# Living lab
Le Living Lab, ou laboratoire vivant, est une méthode où citoyens, habitants, usagers sont considérés comme des acteurs clés des processus de recherche et d’innovation. Cette expression anglaise désigne, y compris dans la littérature et la pratique francophone, la notion de laboratoires vivants. En 2014, on dénombre plus de 340 Living Labs dans le Monde.

## Histoire
La notion de Living Lab émerge à la fin des années 1990 aux États-Unis au sein du Massachusetts Institute of Technology (MIT), grâce aux travaux de trois professeurs qui créent le premier Living Lab géré par un consortium de recherche. 
En Europe, le développement des Living Labs a lieu à partir de 2006 dans le contexte de la Stratégie de Lisbonne pour relancer l'emploi. La présidence finlandaise de la Communauté européenne lance le projet Living Labs Europe ayant pour objectif de susciter et fédérer des initiatives locales en créant un réseau européen des Living Labs, appelé European Network of Living Labs (ENOLL). Le réseau ENOLL prend le statut d'association en 2010. 

## Définition
Un Living Lab regroupe des acteurs publics, privés, des entreprises, des associations, des acteurs individuels, dans l’objectif de tester « grandeur nature » des services, des outils ou des usages nouveaux. Il s’agit de sortir la recherche des laboratoires pour la faire descendre dans la vie de tous les jours, en ayant souvent une vue stratégique sur les usages potentiels de ces technologies. Tout cela se passe en coopération entre des collectivités locales, des entreprises, des laboratoires de recherche, ainsi que des utilisateurs potentiels. Il s'agit de favoriser l'innovation ouverte, partager les réseaux et impliquer les utilisateurs dès le début de la conception.

## Enjeux
Le Living Lab est une méthode où citoyens, habitants, usagers sont considérés comme des acteurs clés des processus de recherche et d’innovation. Cette approche est censée stimuler les collaborations entre des profils hétérogènes de personnes dans le but de développer des découvertes inattendues. Elle permet donc à une population d’influer sur les évolutions de notre société et d’en appréhender les enjeux sociaux, technologiques et économiques.
Cette approche s'éloigne de l'innovation centrée sur l'usager pour relever du projet porté par l'usager, telle que documentée par le cabinet « Umvelt » dans le cadre du réseau « Montreal InVivo »,. 
Ce schéma du projet porté par l'usager a été complété par le consortium « Inmediats » qui l’enrichit de la participation de « communautés créatives et artistiques ». Ainsi complétée, l’approche Living Lab fait le pont avec les pratiques de résidences et d’ateliers liant arts, sciences et technologies et permet des points de jonction avec les dynamiques de recherches et innovations responsables.

## Labellisations
La certification Living Lab est notamment accordée par l'association belge ENOLL après examen des candidatures. Les Living Labs sont au départ situés principalement en Europe. En 2006 par exemple est créé le premier Living Lab agricole français, le Laboratoire d'Innovation Territorial (LIT) spécialisé dans les grandes cultures et implanté en Limagne Val-d'Allier. Néanmoins, de plus en plus de nouvelles labellisations étant décernées, ils se sont peu à peu implantés dans de nombreux pays et régions (une trentaine en 2009), comme la Chine, le Mozambique, Taïwan, l’Afrique du Sud ou encore le Brésil. Récemment sont nés l'Acadie Lab, un Living Lab canadien qui travaille sur la réhabilitation des agroécosystèmes du bassin versant de la rivière l'Acadie, et le Living Lab PA4All ( « Precision Agriculture for All - Agriculture de précision pour tous » ) en Serbie. 
D'autres réseaux existent comme Living Labs Global, le « Réseau français des Living Labs et Espaces d'innovation »  (RELAI), le Forum LLSA des « Living Labs en Santé et Autonomie », le LEILAC, « Réseau des Living Labs et Espaces d'innovation Amérique Latine, les Caraïbes » qui accordent aussi leurs labellisations respectives et le réseau Francophonie Living Lab dont fait partie le « Living Lab en innovation ouverte » ( LLio), situé à Rivière-du-Loup, au Québec, Canada. 
Les Living Labs ne reçoivent pas de soutien financier de la Communauté européenne, mais leur crédibilité est importante.

## Agriculture etLiving Lab: lesLivings Labsterritoriaux
En France, en 2015, le rapport « Agriculture-innovation 2025 » établit la liste de quatre actions pour favoriser l'innovation ouverte en agriculture, parmi lesquelles la création de Living Labs territoriaux. 

## Culture etLiving Lab
Depuis 2011, le consortium de centres de sciences « Inmediats » s'est saisi du concept de Living Lab pour en faire un nouveau mode de rapport au public dans les pratiques de médiation culturelle et scientifique. Piloté par Relais d'sciences, en association avec Cap Sciences, Science animation, La casemate et le carrefour numérique de la Cité des sciences, ce groupe de Living Labs a posé un ensemble de règles pratiques et de déontologies permettant de déterminer comment une démarche Living Lab peut être productrice de nouveaux modes de médiation culturelle. 
Cette approche modernise et actualise les pratiques héritées de la pédagogie active et de la citoyenneté participative. Fini le temps où le “sachant” délivrait un savoir à des anonymes. L’heure est à l’échange et à la coconstruction rendus possibles par l’approche Living Lab qui suppose de réunir public, collectivité, recherche et entreprise autour d’un même projet.
Le simple fait de réunir différentes personnes autour d’un même projet ne suffit pas pour générer le partage et la critique des informations et des enjeux. Il convient d’anticiper la production de supports et de temps d’échanges et d’informations entre les participants. Initialement, l’approche Living Lab n’est pas conçue pour faire de la médiation culturelle, mais les objectifs et les valeurs qu’elle véhicule en font un outil idéal pour y parvenir et plusieurs raisons motivent l'adoption d'une démarche Living Lab pour faire médiation culturelle.
Du point de vue des publics, l'approche Living Lab permet de transformer le statut des visiteurs en expérimentateurs, usagers, voire dans certains cas, co-constructeurs d’une théorie, d’une technologie, d’un usage. Cette nouvelle forme d’implication participe de la prise de conscience des enjeux de développement des sociétés contemporaines.
Du point de vue de la recherche et du monde de l’entreprise, c'est une démarche dans laquelle il est possible de recueillir des retours sur des travaux, des idées, des concepts en cours d’élaboration, de créer de nouvelles formes de partage de savoirs et même de créer des savoirs !
D'un point de vue social, les actions Living Lab permettent de décloisonner les communautés constituées en favorisant leur rencontre dans un premier temps, puis en leur permettant de partager leurs connaissances et d’imaginer des projets ensemble. Toutes ces pratiques s'appuient sur les différents niveaux de participation dans laquelle engager les porteurs de projets.
Au travers des projets qui se réclament d'une démarche Living Lab, une nouvelle voie est affirmée, un renouvellement des pratiques d’implication des publics, un enrichissement des valeurs produites par l’action culturelle, un nouveau territoire d’implication de différentes composantes de la société, de nouvelles formes de financement pour la culture scientifique et technique et pourquoi pas, de la culture. La démarche Living Lab propose un nouveau paradigme de la place et du rôle potentiel d'un centre de science dans la société en réponse directe avec ce qui la fonde depuis plusieurs décennies. Elle préfigure le concept de « centre de science de nouvelle génération ».